# Content Farm
Als Content Farm (auch Content Mill), deutsch Content-Farm, wird ein Geschäftsmodell im Internet bezeichnet, bei dem der Anbieter einer Plattform durch freie Mitarbeiter oder automatisierte Werkzeuge Inhalte aus Text, Videos, Fotos und Grafiken produzieren lässt, die durch Suchmaschinenoptimierung möglichst viele Seitenaufrufe („Klicks“) anziehen sollen. Einnahmen entstehen dann durch Online-Werbung. Inhaltlich bestehen die meisten Beiträge in Content-Farmen aus langfristig relevanten Inhalten, die im Gegensatz zu Nachrichten auch auf längere Sicht ohne Eingriffe wie kostspielige Aktualisierungen Leser anziehen können. Im Vordergrund stehen oft Bedienungsanleitungen.

## Geschäftsmodelle
Es gibt zwei grundlegende Geschäftsmodelle: Entweder der Anbieter analysiert häufig gestellte Anfragen bei Suchmaschinen und beauftragt Autoren, maßgeschneiderte Texte zu verfassen oder die Autoren sind frei in der Auswahl ihrer Themen und werden in der suchmaschinengerechten Aufbereitung ihrer Inhalte geschult. Im ersten Fall bezahlt der Anbieter die Autoren pro Artikel, im zweiten kann der Plattformbetreiber die Themenwahl den Autoren überlassen, weil er keine Pauschale bezahlt, sondern die Autoren nur beim Abruf ihrer Texte eine Umsatzbeteiligung an generierten Werbeeinnahmen erhalten. Die erste Form wird von Demand Media umgesetzt und ist seit 2010 auch das Geschäftsmodell von AOL, suite101.com ist ein Beispiel für das zweite Geschäftsmodell.

### Auftragsarbeiten nach Suchanalyse
Im ersten Schritt werden Themen bestimmt, zu denen die Erstellung von Content lukrativ wäre. Dazu nutzt zum Beispiel Demand Media eine Formel, die aus drei Teilen besteht:
- Häufige Suchanfragen in Suchmaschinen, die speziell genug sind, um ein Thema zu definieren. Dies sind meist Suchanfragen aus mehreren Wörtern. Google bietet dafür Analyse-Tools und Metriken an, die einfachste ist Google Suggest.
- Potentielle Werbeeinnahmen mit einem entsprechenden Artikel. Dazu werden Zahl der Suchanfragen und Click-Through-Rates für vergleichbare Themen und Versteigerungsergebnisse für themenrelevante Google AdWords analysiert.
- Eine Konkurrenzbeobachtung liefert Hinweise, ob entsprechender Content schon woanders vorhanden ist und daher ein eigenes Angebot auf Suchergebnisseiten nur schwer nach oben zu bringen wäre.

Die meisten Arbeiten, die für diesen ersten Schritt nötig sind, werden bei Demand Media automatisiert durchgeführt. Am Ende des ersten Schrittes steht eine Überschrift voller relevanter Schlüsselwörter, die nach kurzer Überarbeitung durch einen Redakteur in eine Datenbank wandert. Nachrichten und nur kurzzeitig aktuelle Themen werden dabei ausgesondert, da der Content möglichst langlebig sein soll. Die statistische Bestimmung von relevanten Themen unterscheidet Content-Farmen von Auskunfts-Websites wie Answers.com, Yahoo Answers und dem 2006 eingestellten Google Answers, die als Themen die von Einzelpersonen gestellten Fragen nutzen, auch wenn die Geschäftsmodelle sich zu überschneiden beginnen.
Im zweiten Schritt können freie Mitarbeiter sich aus der Datenbank ein Thema aussuchen und dazu einen Artikel schreiben oder ein Video produzieren. Dieser Content wird hochgeladen und kurz überprüft:
- Automatisierte Kontrolle gegen Textplagiate
- Redaktionelle Kontrolle. Art und Umfang dieser Kontrolle ist strittig und wird von Kritikern als Grund für eine schlechte Qualität der Content-Farm-Inhalte vorgebracht.

Anschließend werden die Artikel oder Videos über die von der Content Farm beschickten Websites verteilt. Dies sind nicht immer die direkt zur Content-Farm gehörenden Sites wie eHow im Falle von Demand Media, sondern in einigen Fällen über Affiliate Marketing auch andere Websites, die fremden Content zusammen mit Werbung in ihre Site integrieren. Im dritten Schritt ist der Artikel oder das Video möglichst lange online und wird durch Suchmaschinenoptimierung (Search Engine Optimization, SEO) des Content-Farm-Betreibers möglichst hohe Ränge in den Suchergebnissen erreichen und dadurch die prognostizierten Werbeeinnahmen einspielen. Die Produzenten der Beiträge, also Autoren und Videofilmer, werden direkt für ihre Beiträge bezahlt (z. B. 15–20 USD pro Artikel und USD 30 für Videos bei Demand Media, Stand Februar 2010).

### Umsatzbeteiligung bei freier Themenwahl
Ein Plattformbetreiber, der Autoren über eine Umsatzbeteiligung bezahlt, kann den freien Mitarbeitern die Auswahl ihrer Themen überlassen. Entscheidend ist hier, dass Autoren ihre Beiträge für Suchmaschinen geeignet aufbereiten, damit sie möglichst oft gefunden und abgerufen werden. Dazu werden die Mitarbeiter in Techniken der Suchmaschinenoptimierung geschult. Hier ist die Bindung zwischen Plattformbetreiber und Mitarbeiter enger, weil die Umsatzbeteiligung für gemeinsame Interessen sorgt. Ziel der Anbieter ist es, qualifizierte Autoren anzuziehen und dauerhaft an sich zu binden.

## Unternehmen
Die ersten Unternehmen, die Content Farmen als Hauptaktivität betreiben, stammen aus den USA. Die 2006 gegründete Demand Media Inc. gilt als größter Vertreter, gefolgt von Associated Content. Neben Start-ups, die für diesen Zweck gegründet wurden, gibt es zunehmend etablierte Medien- und Internetunternehmen, die mit dem Scheitern von traditionellen Geschäftsmodellen von Journalismus im Internet auf das Prinzip Content Farm umstellen. Ein Beispiel dafür ist der Service seed.com, den AOL 2010 startete.

### Demand Media
Demand Media wurde 2006 durch Richard Rosenblatt und Shawn Colo gegründet, die beide viel Erfahrung mit Start-ups, Finanzierung und Internet-Geschäftsmodellen hatten. Rosenblatt war unter anderem Chairman von Myspace.com. Demand Media nahm 355 Mio. USD Kapital auf und publiziert seinen Content auf Websites wie eHow und LiveStrong. 2009 erreichte das Unternehmen einen Umsatz von etwa 200 Mio. USD. Im Januar 2011 erreichte das Unternehmen bei seinem Börsengang an der New York Stock Exchange (Tickersymbol DMD) einen Unternehmenswert von über einer Milliarde USD.

### Associated Content
Associated Content wurde 2005 von Luke Beatty gegründet und hat seinen Sitz in Denver. Bis 2010 hatten 380.000 Mitarbeiter-Accounts für das Unternehmen geschrieben, die Website erreichte im Monat 16 Millionen Besucher. 2010 wurde Associated Content für einen Kaufpreis von ungefähr 100 Mio. USD von Yahoo erworben.

### Content-Farmen in Deutschland
Die deutschsprachige Content Farm Suite101.de ging im Februar 2008 online. Nach Angaben der Berliner Niederlassung des Unternehmens gab es dort im August 2010 mehr als 35.000 deutschsprachige Artikel aus Themenbereichen wie Haus, Hobby und Gesundheit, die von 750 Autoren verfasst wurden. Hinter der Website steht das kanadische Unternehmen Suite101.com Media Inc. aus Vancouver, das 2006 unter Beteiligung von Hubert Burda Medias Burda Digital Ventures aus einem seit 1996 bestehenden Unternehmen neu gestartet wurde.

## Kritik
Von Kritikern wird vorgebracht, dass viele der in Content-Farmen produzierten Artikel dem Leser nur einen oberflächlichen Nutzen bringen und schlecht recherchiert oder geschrieben seien. Auch sei das Problem von Urheberrechtsverletzungen nicht gelöst. Andere Kritiker verweisen auf die schlechte Bezahlung der freien Mitarbeiter, die das Modell von freien Journalisten oder Autoren, die von ihrer Arbeit leben können, vollends untergrabe. Ein weiterer Kritikpunkt ist das Verdrängen von besseren Suchergebnissen durch die schiere Masse von Content-Farm-Beiträgen und die ausgefeilten SEO-Techniken ihrer Betreiber.
Michael Arrington, Gründer und Chefredakteur von TechCrunch, bezeichnete Content-Farmen wie Demand Media als McDonald’s der Online-Medien: so billig und so schnell wie möglich produziert und massenhaft vorhanden. Das Geschäftsmodell erzeuge ein „race to the bottom“, in dem jeder Autor und Produzent von Online-Medien, der Zeit und Mühe auf seine Inhalte verwende, aus dem Geschäft gedrängt wird.
2009 hielt Jeff Jarvis, Journalistikprofessor an der City University of New York, Befürchtungen für übertrieben, Content-Farmen würden das Internet – bzw. Suchmaschinen – mit billigem Content überfluten: „Mist, der gerade gut genug sei, um Suchalgorithmen zu übertölpeln.“ Das Internet sei schon immer mit „Mist gefüllt“ gewesen. Die Frage, wie man darin gute Inhalte findet, sei nicht neu und die Antwort darauf habe Google zu einem Milliardenunternehmen gemacht. Bessere Suchalgorithmen seien die Antwort auf schlechten Content.

## Reaktionen der Suchmaschinen
Die Suchmaschinenbetreiber reagieren auf das Wachsen der Content Farmen durch Anpassung ihrer Suchalgorithmen. Google passt seine Kriterien ständig geringfügig an und nahm im Februar 2011 mit dem Update Google Panda einen massiven Eingriff in die englischsprachigen Suchergebnisse, um Content Farmen zurückzudrängen. Für Content-Farm-Betreiber brachte diese Änderung Verluste an Aufrufen, die 25–30 % erreichten. Im August 2011 aktivierte Google eine solche Änderung auch in Deutschland und weiteren Ländern, um qualitativ höherwertige Artikel besser sichtbar zu machen als Contentfarmen und Shopping- oder Produkt-Verzeichnisse. Die größten Verluste an Sichtbarkeit hatten in absoluten Zahlen die Anbieter gutefrage.net, ciao.de und dooyoo.de, prozentual verloren kelkoo.de, alatest.de, wikio.de, online-artikel.de, webnews.de und suite101.de am meisten. In Deutschland wurden 2010 etwa 90 % aller Suchanfragen im Internet über Google gestellt.